# Bouddhisme au Cachemire
Le bouddhisme était un élément important de la culture cachemirie classique, comme en témoignent le Nilamata Purana et le Rajatarangini de Kalhana (en). On considère généralement que le bouddhisme est devenu dominant au Cachemire à l'époque de l'empereur Ashoka (270 av. J.-C. – 232 av. J.-C.) de l'Empire maurya, bien qu'il y ait été répandu bien avant, bénéficiant du patronage non seulement des souverains bouddhistes, mais aussi des souverains hindous. Du Cachemire, il s'est répandu dans les régions voisines de la Chine puis, quelques siècles plus tard dans la région qui correspond à l'actuel Ladakh pendant la période de l'Empire tibétain. Le Rajatarangini ainsi que les récits de trois visiteurs chinois au Cachemire entre 630 et 760 ap. J.-C. témoignent du soutien apporté au bouddhisme par les souverains du Cachemire.

## Origines
Les sources bouddhistes attribuent l'origine du bouddhisme au Cachemire à un moine de Varanasi, Majjhantika, qui était également un disciple d'Ananda. Selon la Chronique de Ceylan, après la conclusion du troisième concile bouddhiste, Ashoka a envoyé des missionnaires dans différents pays pour répandre le bouddhisme. Majjhantika fut envoyé au Cachemire et |au Gandhara (l'Afghanistan actuel). L'histoire de Majjhantika est également racontée dans plusieurs autres textes bouddhistes tels que l'Ashokavadana et l'Avadanakalpalata. Cependant, le texte bouddhiste Divyavadana indique que plusieurs moines du Cachemire ont été invités par Ashoka à Pataliputra (aujourd'hui Patna, Bihar). Cependant Kalhana décrit l'établissement de quelques Vihāras  sous le règne du roi Surendra, prédécesseur d'Ashoka.

## Surrendra
Gonanda était le premier souverain connu du Cachemire, il a été mentionné par Kalhana dans son Rajatarangini et était apparenté à Jarasandha, qui dirigeait Magadha à l'époque de la guerre de Kurukshetra. Surrendra fut peut-être le premier souverain bouddhiste du Cachemire. Il y érigea les premiers vihāras. L'un d'eux, connu sous le nom de Narendrabhavana, se trouvait dans la ville de Sauraka (Suru, au-delà du Zoji La). L'autre vihāra se trouvait à Saurasa, correspondant au village de Sowur (Soura) sur la rive du lac Anchar, au nord de Srinagar.

## Période Maurya

### Ashoka

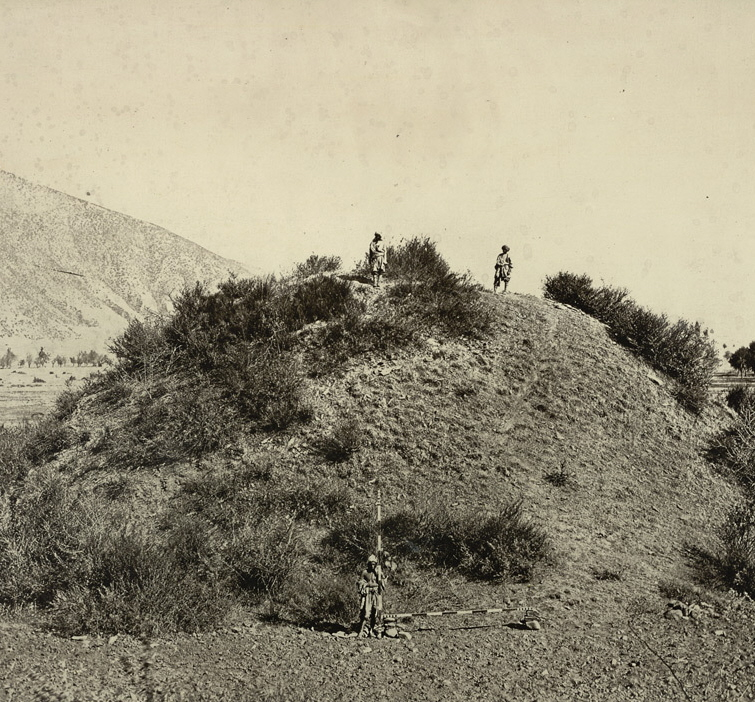
Stupa Jayendra Vihar à Ushkur (Huṣkapur) près de Baramulla, lors de fouilles en 1869

Dans sa chronique historique du XIIe siècle apr. J.-C., Rajatarangini, Kalhana mentionne le roi Ashoka (Gonandiya) du Cachemire comme un fervent bouddhiste qui a construit de nombreux stupas, et temples shivaïtes. La capitale provinciale Srinagar, qu'il a établie, était « resplendissante de prospérité et de richesse. »
Selon certains auteurs bouddhistes, dont Taranatha, le prêcheur bouddhiste Madhyantika aurait introduit la culture du safran au Cachemire. Le bouddhisme et le shaivisme ont prospéré côte à côte au Cachemire à l'époque d'Ashoka et ont bénéficié du même soutien de l'empereur. Kalhana note qu'Ashoka a construit deux temples de Shiva à Vijayeshvara (Bijbehara) et a ordonné la rénovation de plusieurs autres. À Vitastatra (Vethavutur) et à Shuskaletra (Hukhalitar), il construisit un certain nombre de viharas et de stupas.

### Les successeurs d'Ashoka
Le bouddhisme a subi un obscurcissement temporaire sous le règne des successeurs d'Ashoka, Jalauka et Damodara. Kalhana, affirme qu'un grand nombre de savants bouddhistes ont été dominés lors de débats avec Avadhuta, le gourou de Jalauka, et que les pratiques traditionnelles ont donc été lentement rétablies. Cependant, Jalauka créa plus tard un grand vihāra, le Krityashramavihara, dans les environs de Varahamula (Baramulla), qui existait encore au XIe siècle apr. J.-C. L'histoire du Cachemire après Damodara n'est pas certaine avant l'époque des Kushanas.

## Période Kushana
La période Kushana a connu une grande résurgence du bouddhisme au Cachemire, en particulier sous le règne de Kanishka. Sous la présidence de Katyayaniputra, à l'époque de Kanishka, le quatrième concile bouddhiste s'est tenu au Cachemire. C’est aussi à cette époque que le philosophe bouddhiste du sud de l'Inde, Nagarjuna, a vécu au Cachemire.

## Réaction post-Kushana

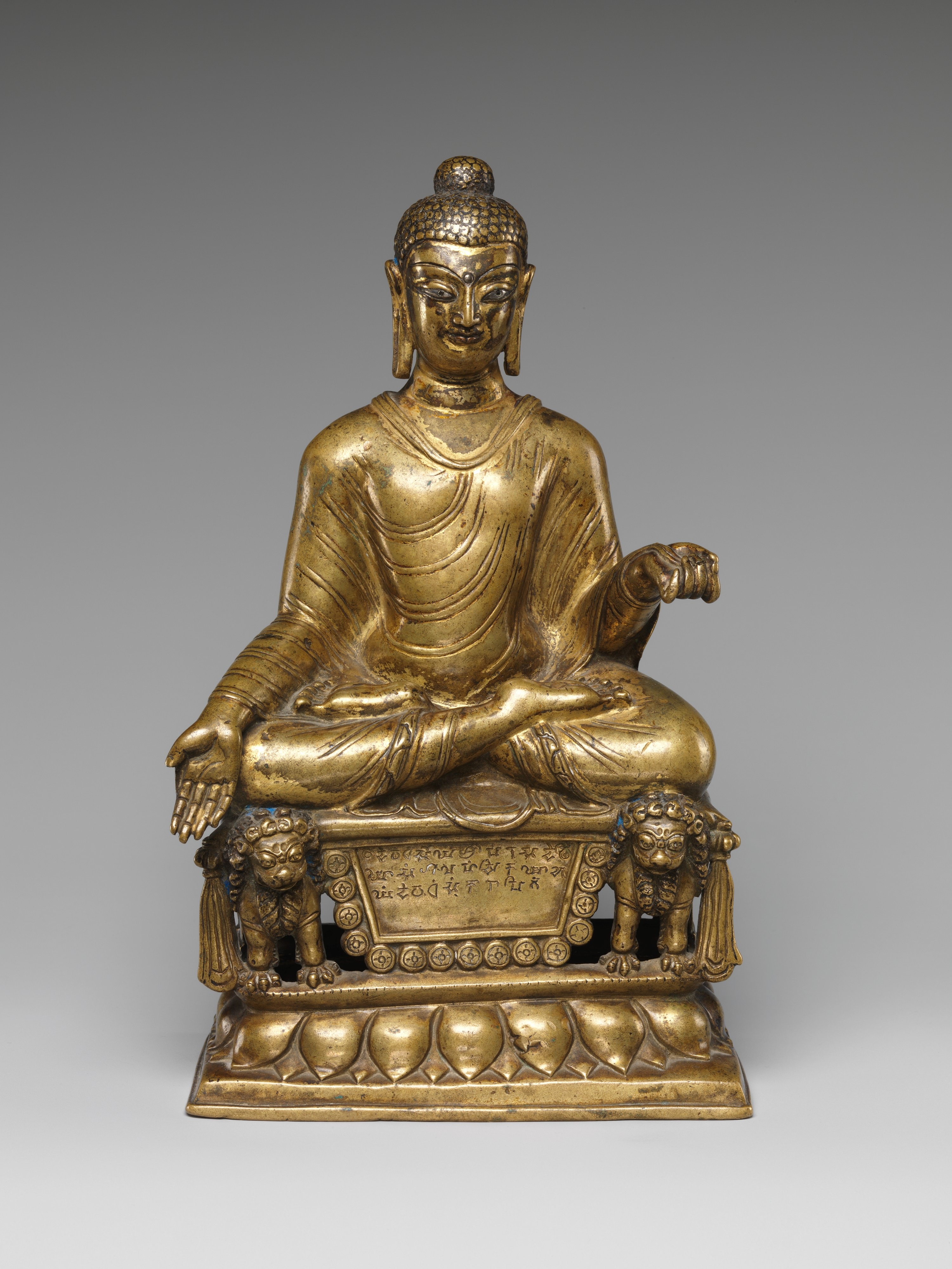
Bouddha trônant avec inscription, Royaume de Gilgit, vers 600 de notre ère.

Après le règne de Kanishka, sous la souveraineté d'Abhimanyu, dans la chronique de Kalhana, il est noté que des dignitaires bouddhistes sous la direction de Nagarjuna ont dominé le clergé shivaïte dans des débats, encourageant les gens à adopter le bouddhisme. Cependant, à l'époque de Chandradeva, le renouveau de la connaissance des œuvres de Patanjali, comme le Mahabhashya était devenu rare, a conduit à une résurgence du shaivisme. À l'époque de Gonanda, l'ancienne philosophie a été complètement ravivée. On ne sait rien des affiliations religieuses de Pratapaditya, un descendant de la dynastie Gupta, et de ses successeurs, si ce n'est qu'ils sont réputés avoir bien gouverné et accordé la plus grande liberté de croyance.
Kalhana et le moine bouddhiste chinois Xuanzang (ou Hiuen Tsang) affirment que le bouddhisme a subi de graves revers sous les Huns, en particulier sous Mihirakula, souverain des Alkhons, que Hiuen Tsang décrit comme un grand persécuteur des bouddhistes.

## Meghavahana
À la mort de Mihirakula, le Cachemire était gouverné par Meghavahana, qui appartenait à l'ancienne dynastie régnante du Cachemire. Meghavahana était un bouddhiste convaincu, il publia un manifeste contre le massacre de tous les animaux lorsqu’il a été couronné et a construit de nombreux stupas.

## Xuanzang au Cachemire
Xuanzang est arrivé au Cachemire en empruntant la route du Tibet et du Ladakh[Quoi ?]. Il a eu une influence considérable sur la diffusion du bouddhisme au Cachemire. À son arrivée au Cachemire, le bouddhisme était une religion très répandue. Il s'est ensuite rendu dans l'empire de Harsha pour en savoir plus sur le bouddhisme.

## Influence bouddhiste au Cachemire

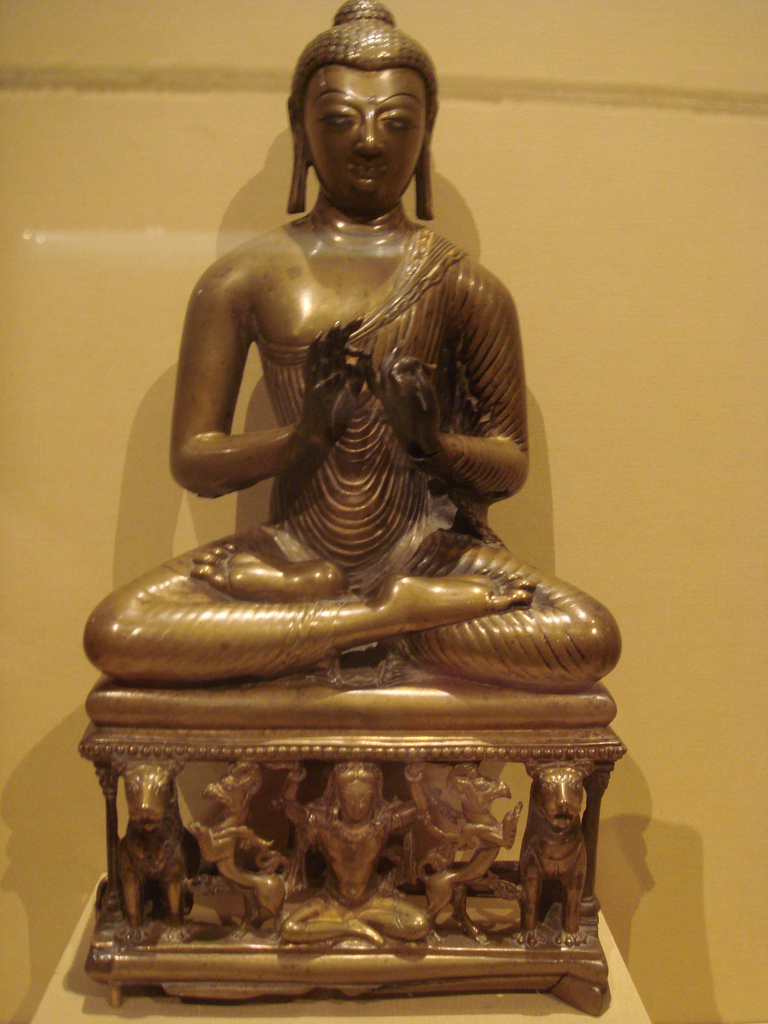
WLA lacma Buddha Shakyamuni ou le Jina Buddha Vairochana Cachemire

À l'époque de Kalhana, et même avant, il n'y avait apparemment pas de distinction entre « hindous » et bouddhistes au Cachemire. Kalhana lui-même utilisait des termes et des expressions bouddhistes comme le ferait un bouddhiste.
Nilamata Purana est le texte des adorateurs de Nila Naga. Le culte naga était courant au Cachemire. Il évoque l’importance du culte bouddhiste au Cachemire.
Voici quelques citations du Nilamat Purana du Cachemire (traduit par le Dr. Ved Kumari). Il représente bien l'esprit religieux de l'Inde ancienne.
709-710a. « O Brahman, le dieu Vishnou, le seigneur du monde, naîtra en tant que précepteur du monde, Bouddha de son nom, au moment où le Pusya est joint à la lune, au mois de Vaisaksha, dans le vingt-huitième âge de Kali. »
710b-12. « Écoutez comment son culte devrait être célébré dans la moitié lumineuse, à partir de cette période, à l'avenir. L'image du Bouddha devrait être baignée (avec de l'eau rendue sacrée) avec toutes les herbes médicinales, tous les bijoux et tous les parfums, conformément aux paroles des Sakyas. Les habitations des Sakyas (c'est-à-dire les Viharas) doivent être blanchies à la chaux avec soin. »
713. « Ici et là, les Caityas - les demeures du dieu - devraient être dotées de peintures. La fête, où fourmillent les acteurs et les danseurs, doit être célébrée. »
714. « Les Sakyas devraient être honorés avec des Civara (la robe d'un mendiant bouddhiste), de la nourriture et des livres. Tout cela devrait être fait jusqu'à l'avènement de Magha. »
715. « O deux fois né, des offrandes comestibles devraient être faites pendant trois jours. L'adoration avec des fleurs, des vêtements, etc. et la charité pour les pauvres (devraient continuer pendant trois jours). »
Le Rajatarangini de Kalhana mentionne qu'une représentation monumentale en métal de Bouddha se trouvait autrefois à Srinagar mais qu'elle a été détruite par Sikandar Butshikan. Un nombre important de bronzes bouddhistes magnifiquement travaillés ont survécu.
Un bhikshu bouddhiste était présent à Baramulla au XIIIe siècle apr. J.-C. Les pandits du Cachemire vénèrent toujours le symbole du triratna.
Après l'islamisation du Cachemire par des sultans comme Sikandar Butshikan, une grande partie de l'hindouisme a disparu et un peu de bouddhisme a subsisté. Fazl écrit : « La troisième fois que l'écrivain a accompagné Sa Majesté dans la délicieuse vallée du Cachemire, il a rencontré quelques vieillards de cette confession (bouddhisme), mais n'en a vu aucun parmi les érudits. »

## Art bouddhique
Le Cachemire était un centre majeur de l'art bouddhiste, et il existe des preuves d'une influence significative du style du Cachemire sur l'art tibétain des IXe siècle apr. J.-C.au XIIIe siècle apr. J.-C.
Bien que le bouddhisme ait aujourd'hui disparu de la vallée du Cachemire, des chefs-d'œuvre de l'art bouddhiste du Cachemire sont exposés dans de nombreux musées.